# Bataillon du génie de la Garde
Le bataillon du génie de la Garde est un bataillon de l'armée prussienne. Il est subordonné au corps de la Garde ou à la 1re inspection du génie.

## Débuts
Un garde est à la fois un garde du corps pour les gouvernants et "la division de l'armée qui, par le choix des hommes et un meilleur équipement, est destinée à former un noyau de troupes exemplaire. Elle est généralement concentrée dans les capitales et se distingue par des uniformes plus brillants et d'autres avantages" – Après que Louis XIV a établi les gardes comme des gardes représentatifs, cette pratique fait de nombreux émules dans d'autres pays européens, comme en Prusse sous Frédéric Ier, mais surtout sous Frédéric le Grand. En conséquence, la tenue des soldats du génie de la Garde prussienne est représentative, les officiers portent des casques à pointes décorés d'or et des uniformes de parade. Les objets conservés du bataillon du génie de la Garde, tels que les chopes en étain, les fermoirs de lettres, les couteaux de fascine, sont des objets de collection très recherchés sur Internet.
Le bataillon du génie de la Garde de Berlin est formé vers 1810 grâce à une augmentation du personnel du département du génie existant de la garnison de Berlin et compte environ 600 hommes.

## Histoire de formation

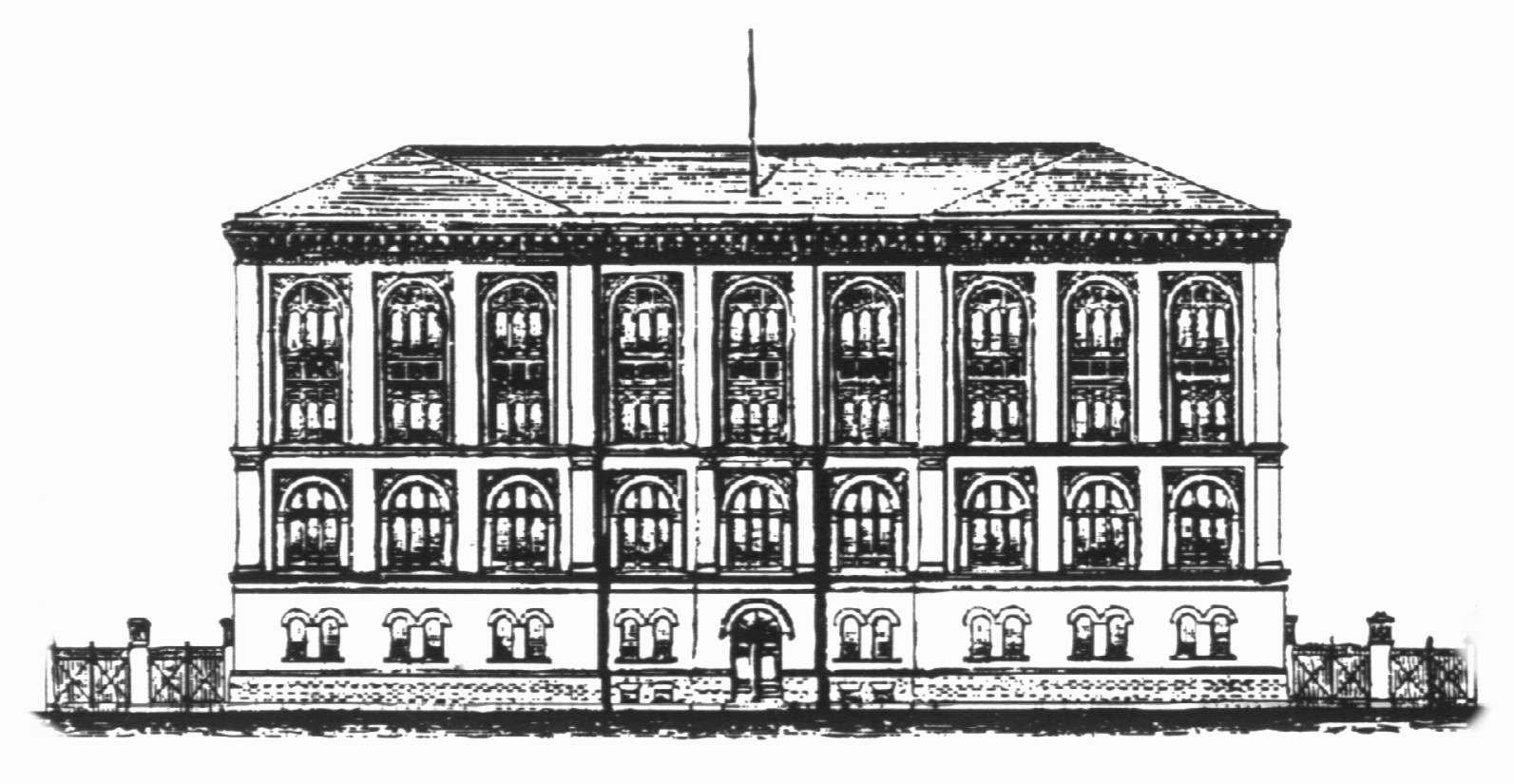
Caserne du génie de la Garde (1896)

- Par AKO du 12 février 1810 : Formation de la compagnie du génie margravienne-poméranienne à partir des vestiges des anciens pontonniers, des commandos de mineurs de Spandau, Cosel, Neisse et de ceux qui ont été démantelés.
- 1812 : la compagnie devient la base de la 2e compagnie du génie de campagne.
- 4 mars 1813 : la compagnie (appelée entre-temps compagnie brandebourgeoise du génie de forteresse) met sur pied la 5e compagnie du génie de campagne (cette unité ne reçoit le numéro 5 que le 2 août 1813) et la compagnie poméranienne du génie de forteresse (28 décembre 1813).
- 27 mars 1816 : réorganisation, la compagnie est réunie à la 5e compagnie du génie de campagne pour former le département du génie de la Garde (pour le sort des autres compagnies, voir les 2e et 8e bataillons du génie).
- 1832 : Création d'une section de mariniers, qui est remise à la Marine en 1850.
- 28 juillet 1859 : Création d'un 3e compagnie.
- 1er avril 1861 : Création d'un 4e compagnie.
- 1er avril 1887 : création d'une 5e compagnie (expérimentale).
- 1er octobre 1899 : La 5e compagnie est transférée au 1er bataillon de télégraphe.

## Noms
- jusqu'en 1816 : voir ci-dessus.
- 27 mars 1816 : Département du génie de la Garde
- 4 juillet 1860 : Bataillon du génie de la Garde

## Garnisons
| Date             | Garnisons |
| ---------------- | --- |
| 1810             | Forteresse de Berlin |
| 1811-1813        | Colberg, voir aussi siège de Colberg |
| 1815-1816        | La compagnie de campagne auprès de l'armée d'occupation en France, la compagnie de forteresse dans la forteresse de Stettin, forteresse de Magdebourg et Cölln     |
| 1816             | La compagnie de campagne dans la forteresse d'Ehrenbreitstein |
| 1816-1820        | Berlin, forteresse de Spandau , forteresse de Stettin, forteresse de Custrin                                                                                       |
| à partir de 1820 | Berlin-Kreuzberg, Köpenicker Straße 11-15. La caserne de quatre étages est détruite pendant la Seconde Guerre mondiale et les décombres sont évacués par la suite. |

## Uniforme

### Description générale
En Prusse, les mineurs et les pontonniers portent initialement des uniformes bleu foncé avec un manteau et des manchettes orange. En 1788, les ingénieurs reçoivent des cols noirs, des rabats de manteau, des manchettes et des doublures. En 1798, tout le corps de ponton prussien est ainsi équipé. À partir de 1808, les sapeurs portent l'uniforme des compagnies d'artillerie à pied : cols noirs, revers noirs (dits suédois) et bretelles noires, mais avec boutons blancs et tenue de cuir noir. Les aisselles sont restées noires avec un liseré rouge jusqu'en 1830 puis deviennent rouge ponceau. Hormis les changements habituels du goût contemporain, l'uniforme reste ensuite inchangé jusqu'en 1914. Lors des défilés, les pionniers sont formés et équipés comme l'infanterie, donc à part les wurtembergeois, ils portent des pantalons blancs et ont des fusils, des cartouchières et des sacs à dos. Leurs apparitions sont accompagnées par des hautboïstes (uniquement des personnes formées au soufflage de signaux) qui accrochent éventuellement des nids d'hirondelles.

### Bataillon du génie de la Garde
officiers et hommes de troupe
Casque: Aigle de garde avec étoile, écailles jaunes, buisson noir
Jupe d'armes: Galons blancs avec des taches noires, pattes d'épaule sans insigne
Manteau et Lituanien (de) : galons sur les rabats du col
sous-officiers
Tresses argentées à motifs
hautboïstes
il y avait de courtes franges d'argent sur les nids d'hirondelles garnis de la même tresse
clairons
Nids d'hirondelles avec bordure blanche et longues franges de laine
officiers
avait le même uniforme que celui de la ligne, mais sur le casque l'aigle de garde avec une étoile, un buisson et dans les coins arrière de la couverture de parade une étoile

## Commandants
| Dienstgrad                  | Name                               | Dienst                                                 |
| --------------------------- | ---------------------------------- | ------------------------------------------------------ |
| Oberst                      | Johann von Krohn (de)              | 20 avril 1816 au 2 avril 1820 (chargé de la direction) |
| Kapitän                     | Adolf Snethlage                    | 27 mai 1820                                            |
| Major                       | Joseph Hesse von Hessenthal (de)   | 29 avril 1831                                          |
| Major                       | Friedrich von Studnitz (de)        | 18 avril 1837                                          |
| Major                       | Julius von Mebes                   | 3 juin 1841                                            |
| Major                       | Karl Seeling (de)                  | 26 février 1846                                        |
| Major                       | Eduard Burchardt                   | 29 août 1848                                           |
| Major                       | Albert Theodor Erich (de)          | 30 septembre 1851                                      |
| Major                       | Julius von Engelbrecht             | 1er octobre 1853                                       |
| Major/Oberstleutnant        | Carl von Keiser (de)               | 23 octobre 1855                                        |
|                             | Thassilo Rückert gen. Burchardi    | 5 juin 1858                                            |
| Major/Oberstleutnant/Oberst | Ernst von Braun (de)               | 8 février 1861 au 16 mai 1867                          |
| Major/Oberstleutnant        | Oskar Bogun von Wangenheim (de)    | 17 juin 1867 au 10 décembre 1870                       |
|                             | Alfred von Krause                  | 15 juillet 1871                                        |
|                             | Hans von Bock                      | 18 mai 1876                                            |
|                             | Wilhelm von Kleist                 | 15 avril 1882                                          |
| Major/Oberstleutnant        | Conrad von Schubert (de)           | 19 novembre 1889 au 26 janvier 1895                    |
| Major                       | Friedrich von Ammon                | 27 janvier 1895                                        |
| Major/Oberstleutnant        | Hermann Buek                       | 18 août 1897                                           |
| Major                       | Ernst von Reppert                  | 19 juin 1902                                           |
| Major/Oberstleutnant        | Albert Stechow                     | 18 octobre 1903                                        |
| Major/Oberstleutnant        | Siegfried von Held                 | 18 mai 1908                                            |
| Major/Oberstleutnant        | Ernst Nigmann (de)                 | 18 octobre 1912                                        |
| Oberstleutnant              | Hugo von Sommerfeld und Falkenhayn | 13 novembre 1915                                       |
| Major                       | Friedrich Lindow                   | 7 avril 1918                                           |
| Major                       | Conrad Esche                       | 8 mars 1919                                            |

## Membres notables du bataillon
Adolf Snethlage du département du génie de la Garde est considéré comme le chef de chantier du blockhaus de Nikolskoë (de) et de l'Alexandrowka.
Le futur général Bruno von Mudra de Muskau commence sa carrière militaire en 1870 en tant que cadet dans un bataillon. En 1913, il est élevé à la noblesse héréditaire prussienne, en 1914, il reçoit la Pour le Mérite en reconnaissance de ses servicesdans le domaine du génie et de ses réalisations pendant la Première Guerre mondiale. En dernier lieu, il est commandant en chef de la 17e armée. Mudra devient citoyen d'honneur de sa ville natale et donne son nom à des casernes de la Bundeswehr à Cologne et à Mayence 
L'ingénieur Adolf Zoeppritz (de) (1855-1939) originaire de Garmisch, a servi de 1875 à 1876 en tant que volontaire d'un an au bataillon et y passe son examen d'officier. Il travaille ensuite avec succès comme ingénieur à Davos et à Garmisch, où il conçoit notamment en 1910 la piste de bobsleigh sur laquelle se sont déroulées les épreuves de bobsleigh en 1936, pendant les Jeux olympiques d'hiver de 1936. En raison de ses multiples activités, notamment dans le domaine de l'alpinisme, Zoeppritz est nommé citoyen d'honneur de Garmisch en 1925 et la Hochstraße, qui existe depuis 1905, est rebaptisée Adolf-Zoeppritz-Strasse.